# Stichtse Vecht Beweegt
Stichtse Vecht Beweegt, eerder Breukelen Beweegt genaamd, is een lokale politieke partij in de Nederlandse gemeente Stichtse Vecht.
Op 24 november 2010 zijn hier uitgestelde verkiezingen gehouden (van de voormalige gemeenten Maarssen, Breukelen en Loenen). De partij had van 2010 tot 2018 één raadszetel in de gemeenteraad van Stichtse Vecht, die in 2018 werd verloren.